# Christian Viguié
 (avril 2016).
Si vous disposez d'ouvrages ou d'articles de référence ou si vous connaissez des sites web de qualité traitant du thème abordé ici, merci de compléter l'article en donnant les références utiles à sa vérifiabilité et en les liant à la section « Notes et références ».
Pour les articles homonymes, voir Viguié.
Christian Viguié, né le 13 juillet 1960 à Decazeville, est un écrivain français.

## Biographie
Christian Viguié obtient le prix Mallarmé en 2021,, pour son recueil Damages publié aux éditions Rougerie. Il est alors instituteur retraité et vit à Condat-sur-Vienne près de Limoges. Son dernier recueil Ballade du vent et du roseau vient de paraître aux Éditions de la Table ronde.

## Œuvres
- L’Âge est de rompre, Paris, Éditions Messidor, 1987, 47 p.  (ISBN 2-209-05921-6), Prix Europe/Poésie 1986[6]
- Fables, Jégun, France, Éditions L’Arrière-Pays, 1996, 37 p.  (ISBN 2-910779-08-4)
- Petites écritures, Mortemart, France, Rougerie Éditions, 1996, 94 p.  (ISBN 2-85668-006-2)
- Paysages dans la neige, Amay, Belgique, Les éditions l’Arbre à Paroles, 1996, 28 p.
- Biographies, Saint-Benoît-du-Sault, France, Éditions Tarabuste, 1997, 55 p.  (ISBN 2-908138-52-2)
- Le Livre des transparences et des petites insoumissions, Chaillé-sous-les-Ormeaux, France, Éditions Le Dé bleu, 1997, 70 p.  (ISBN 2-84031-078-3), Prix Max-Pol-Fouchet 1997
- Le Carnet de la roue, Solignac, France, Éditions Le bruit des autres, 1999, 114 p.  (ISBN 2-909468-76-3)
- Économie d'un paysage, Mortemart, France, Rougerie Éditions, 1999, 71 p.  (ISBN 2-85668-045-3)
- La Dure Lumière, Mortemart, France, Rougerie Éditions, 2001, 66 p.  (ISBN 2-85668-079-8), Prix Antonin-Artaud 2003
- Le Jardin, Limoges, France, Éditions Le bruit des autres, 2001, 60 p.  (ISBN 2-914461-00-3)
- Pour les oiseaux ou les fous ou Les derniers jours du Caravage, Limoges, France, Éditions Le bruit des autres, 2001, 66 p.  (ISBN 2-909468-97-6)
- Un homme inutile, Limoges, France, Éditions Le bruit des autres, coll. « Nulle part », 2002, 187 p.  (ISBN 2-914461-22-4)
- Contre-chant, imag. de Jacques Hemery, Manosque, France, Propos 2 Éditions, coll. « Petit à petit », 2003, 16 p.  (ISBN 2-912144-14-0)
- Juste le provisoire, Mortemart, France, Rougerie Éditions, 2004, 74 p.  (ISBN 2-85668-102-6)
- Comme un chemin, phot. de Jean-Charles Wolfarth, Paris, Éditions Circa 1924, 2006, non pag. (8 f. dépl.)  (ISBN 2-915715-04-1)
- Guerres sur fond bleu, Limoges, France, Éditions Le bruit des autres, 2006, 92 p.  (ISBN 2-914461-72-0)
- Cheminements, passage, Mortemart, France, Rougerie Éditions, 2007, 82 p.  (ISBN 2-85668-131-X)
- Partis pris. 1, Lettres à René Pons, Limoges, France, Éditions Le bruit des autres, 2009, 180 p.  (ISBN 978-2-35652-022-7)
- Partis pris. 2, Poésie et politique, Limoges, France, Éditions Le bruit des autres, 2009, 53 p.  (ISBN 978-2-35652-024-1)
- Autres choses, Mortemart, France, Rougerie Éditions, 2010, 60 p.  (ISBN 978-2-85668-160-2)
- René Rougerie, une résistance souveraine, Limoges, France, Éditions Le bruit des autres, 2010, 116 p. + 1 DVD  (ISBN 978-2-35652-053-1)
- Des rois dans les arbres, Forcalquier, France, Éditions Le Mot fou, coll. « Les lunatiques », 2010, 185 p.  (ISBN 978-2-918401-049)
- Nuits d’été, théâtre, Limoges, France, Éditions Le bruit des autres, 2012, 88 p.  (ISBN 978-2-35652-070-8)
- Commencements, Mortemart, Éditions Rougerie, 2013, 69 p.  (ISBN 978-2-85668-182-4)
- Baptiste l'idiot, roman, Forcalquier, France, éditions Le Mot fou, 2014, 124 p.  (ISBN 978-2-918401-13-1), Prix Murat 2015 (Italie)
- Limites, dessins d'Olivier Orus, Mortemart, Éditions Rougerie, 2016, 73 p.  (ISBN 978-2-85668-392-7)
- Damages, approche graphique d'Olivier Orus, Mortemart, Éditions Rougerie, 2020, 73 p.  (ISBN 978-2-85668-410-8)
- La Naissance des anges, roman, Limoges, Éditions Les Monédières, 2020, 169 p.  (ISBN 978-2-36340-160-1)
- Route(s), poème, dessin Olivier Orus, Mars-A Publications, collections "Poésie sur tous les fronts", 2021, 52p.
- Fusain, frontispice de Cécile A. Holdban, Saint-Clément, Éditions Le Cadran ligné, 2021, 64 p.  (ISBN 978-2-9565626-6-5)
- Ballade du vent et du roseau, poésie, France, Éditions de la Table ronde, 2022, 224 p, (979-1037110206)
- Nature morte avec page blanche, ombre et corbeaux, poésie, France, Éditions L'Ail des ours, 2023, 54 p.  (ISBN 978-2491457211)
- Comme une lune noire sur ma table, poésie, France, Éditions de la Table ronde, 2024, 170 p,  (ISBN 979-1037113412)
- Presque rien suivi de Là (avec Laurent Albarracin), Éditions Le Silence qui roule, 2025.  (ISBN 978-2-492888-11-3)

## Récompenses
Il a obtenu de nombreux prix : 
- 1986 : Prix étudiant de la jeune poésie
- 1993 : Prix Émile Snyder
- 1997 : Prix Max-Pol-Fouchet
- 2003 : Prix du jury des lecteurs de Rodez
- 2003 : Prix Antonin-Artaud
- 2015 : Prix Murat (Italie) pour Baptiste l’idiot.
- 2021 : Prix Mallarmé pour Damages